# 17193 Alexeybaran
17193 Alexeybaran este un asteroid din centura principală de asteroizi.

## Descriere
17193 Alexeybaran este un asteroid din centura principală de asteroizi. A fost descoperit pe 12 decembrie 1999 la Socorro, New Mexico, în cadrul proiectului LINEAR. Asteroidul prezintă o orbită caracterizată de o semiaxă mare de 2,29 ua, o excentricitate de 0,10 și o înclinație de 6,7° în raport cu ecliptica.